# Picot negre d'elm
El picot negre d'elm (Celeus galeatus) és una espècie d'ocell de la família dels pícids (Picidae) que habita la selva humidaa les terres baixes de l'est del Paraguai, sud-est del Brasil i nord-est de l'Argentina a Misiones.

## Taxonomia
Ubicat antany al gènere Dryocopus (o a Hylatomus), va ser assignat a Celeus, arran Benz et al. 2015